# Pavel Dreksa
Pavel Dreksa (Prostějov, 17 settembre 1989) è un calciatore ceco, difensore dell'EN Paralimni.